# Samha
Samha is het kleinste bewoonde eilandje van de Socotra-Archipel.
Het ligt ongeveer 70 km verwijderd van het westelijke eiland Abd al-Kuri, 46 km ten zuidwesten van Socotra en 17 km van het naburige eiland Darsa, die samen met Samha de al-Ichwaan ('De Broers') vormen. Het eiland hoort tot de provincie Hadramaut in Jemen. Samha telt honderd inwoners (2004) die allemaal in de enige plaats wonen aan de noordelijke kust van Samha.